# Riama shrevei
Riama shrevei là một loài thằn lằn trong họ Gymnophthalmidae. Loài này được Parker mô tả khoa học đầu tiên năm 1935.